# واکنش بلان
واکنش بلان(به انگلیسی: Blanc reaction) یا کلرومتیلاسیون بلان(به انگلیسی: Blanc chloromethylation) یک واکنش شیمیایی است که طی آن حلقه‌های بنزنی با فرمالدهید و هیدروژن کلرید واکنش داده و کلرو متیل آرن‌ها را ایجاد می‌کنند. این واکنش در حضور کاتالیست کلرید روی انجام می‌شود.